# Primera División de Venezuela
Primera División de Venezuela este principala competiție fotbalistică din Venezuela. Liga a fost creată în 1921, dar a devenit profesionistă în 1957. Este organizată de Federația Venezuelană de Fotbal și din sezonul 2007-08 este formată din 18 echipe.

## Campionatul intern
Cele 18 echipe joacă două campionate într-un an:Apertura (august-decembrie), și Clausura (februarie-iunie). Clasarea se face la fel ca în Europa un punct la egal și trei la victorie.
Campioana absolută este decisă dintre cele două campioane ale Apertura și Clausura ,iar dacă o echipă câștigă ambele campionate ea este declarată campioana absolută.

## Calificări internaționale
- Câștigătorul Apertura și Clausura se califică în faza grupelor la Copa Libertadores.

- Echipa cu cele mai multe puncte după cele două sezoane Apertura+Clausura se califică în preliminariile Copa Libertadores, ca fiind a treia echipă a Venezuelei.

- A doua și a treia echipă cu cele mai multe puncte din ambele sezoane se califică pentru Copa Sudamericana.

- Dacă câștigătorul Copa Venezuela nu se califică pentru Copa Libertadores iau al doilea loc al Venezuelei în Copa Sudamericana.

## Retrogradări
Cele mai slab clasate două echipe din ambele sezoane (Apertura + Clausura) sunt retrogradate în Segunda División de Venezuela.

## Era amatoare (1921–1956)
| Sezon | Campionă            | Trofeul Nr. | Vice-campioană      |
| ----- | ------------------- | ----------- | ------------------- |
| 1921  | América             | 1           | Centro Atlético     |
| 1922  | Centro Atlético     | 1           | América             |
| 1923  | América             | 2           | Centro Atlético     |
| 1924  | Centro Atlético     | 2           | Vargas              |
| 1925  | Loyola              | 1           | Venzóleo            |
| 1926  | Centro Atlético     | 3           | Venzóleo            |
| 1927  | Venzóleo            | 1           | Centro Atlético     |
| 1928  | Deportivo Venezuela | 1           | Centro Atlético     |
| 1929  | Deportivo Venezuela | 2           | Unión               |
| 1930  | Centro Atlético     | 4           | Unión               |
| 1931  | Deportivo Venezuela | 3           | Centro Atlético     |
| 1932  | Unión               | 1           | Dos Caminos         |
| 1933  | Deportivo Venezuela | 4           | Dos Caminos         |
| 1934  | Unión               | 2           | Dos Caminos         |
| 1935  | Unión               | 3           | Dos Caminos         |
| 1936  | Dos Caminos         | 1           | Centro Atlético     |
| 1937  | Dos Caminos         | 2           | Litoral             |
| 1938  | Dos Caminos         | 3           | Litoral             |
| 1939  | Unión               | 4           | Litoral             |
| 1940  | Unión               | 5           | Dos Caminos         |
| 1941  | Litoral             | 1           | Dos Caminos         |
| 1942  | Dos Caminos         | 4           | Loyola              |
| 1943  | Loyola              | 2           | Litoral             |
| 1944  | Loyola              | 3           | Dos Caminos         |
| 1945  | Dos Caminos         | 5           | Loyola              |
| 1946  | Deportivo Español   | 1           | Centro Atlético     |
| 1947  | Unión               | 6           | Universidad Central |
| 1948  | Loyola              | 4           | Unión               |
| 1949  | Dos Caminos         | 6           | Universidad Central |
| 1950  | Unión               | 7           | La Salle            |
| 1951  | Universidad Central | 1           | Loyola              |
| 1952  | La Salle            | 1           | Loyola              |
| 1953  | Universidad Central | 2           | La Salle            |
| 1954  | Vasco               | 1           | Loyola              |
| 1955  | La Salle            | 2           | Deportivo Español   |
| 1956  | Banco Obrero        | 1           | La Salle            |

### Titluri după club
| Club                | Titluri | Anii câștigători                         |
| ------------------- | ------- | ---------------------------------------- |
| Unión               | 7       | 1932, 1934, 1935, 1939, 1940, 1947, 1950 |
| Dos Caminos         | 6       | 1936, 1937, 1938, 1942, 1945, 1949       |
| Centro Atlético     | 4       | 1922, 1924, 1926, 1930                   |
| Deportivo Venezuela | 4       | 1928, 1929, 1931, 1933                   |
| Loyola              | 4       | 1925, 1943, 1944, 1948                   |
| Universidad Central | 2       | 1951, 1953                               |
| América             | 2       | 1921, 1923                               |
| La Salle            | 2       | 1952, 1955                               |
| Banco Obrero        | 1       | 1956                                     |
| Deportivo Español   | 1       | 1946                                     |
| Litoral             | 1       | 1941                                     |
| Vasco               | 1       | 1954                                     |
| Venzóleo            | 1       | 1927                                     |

## Era profesionistă

### Competiția anuală (februarie-august)
| Sezon | Campioană                | Nr trofeului | Vice-campioană            | Locul 3                  | Golgheter                                                                                        |
| ----- | ------------------------ | ------------ | ------------------------- | ------------------------ | ------------------------------------------------------------------------------------------------ |
| 1957  | Universidad Central      | 1            | La Salle                  | Banco Obrero             | Tonho (Universidad Central, 12 goluri)                                                           |
| 1958  | Deportivo Portugués      | 1            | Deportivo Español         | Estudiantes              | René Irazque (Deportivo Portugués, 6 goluri)                                                     |
| 1959  | Deportivo Español        | 1            | Deportivo Portugués       | Danubio                  | Abel Benítez (Deportivo Español, 15 goluri)                                                      |
| 1960  | Deportivo Portugués      | 2            | Deportivo Español         | Deportivo Italia         | José Luis Iglesias (Deportivo Portugués, 9 goluri)                                               |
| 1961  | Deportivo Italia         | 1            | Banco Agrícola y Pecuario | Banco Francés-Italiano   | Antonio Ravelo (Banco Agrícola y Pecuario, 11 goluri)                                            |
| 1962  | Deportivo Portugués      | 3            | Universidad Central       | Dos Caminos              | Jaime da Silva (Universidad Central, 16)                                                         |
| 1963  | Deportivo Italia         | 2            | Deportivo Portugués       | Tiquire Flores           | Nino (Deportivo Portugués, 15 goluri)                                                            |
| 1964  | Deportivo Galicia        | 1            | Tiquire Flores            | Unión Deportiva Canarias | Helio Rodrigues (Tiquire Flores, 12 goluri)                                                      |
| 1965  | Lara                     | 1            | Deportivo Italia          | Tiquire Flores           | Mario Mateo (Lara, 16 goluri)                                                                    |
| 1966  | Deportivo Italia         | 3            | Deportivo Portugués       | Deportivo Galicia        | Ratto (Deportivo Portugués, 20 goluri)                                                           |
| 1967  | Deportivo Portugués      | 4            | Deportivo Galicia         | Lara                     | Joao Ramos (Deportivo Portugués, 28 goluri)                                                      |
| 1968  | Unión Deportiva Canarias | 1            | Deportivo Italia          | Deportivo Portugués      | Raimundinho (Deportivo Portugués, 21 goluri)                                                     |
| 1969  | Deportivo Galicia        | 2            | Deportivo Italia          | Valencia                 | Eustaquio Batista (Deportivo Italia, 19 goluri) Lelo (Valencia, 19 goluri)                       |
| 1970  | Deportivo Galicia        | 3            | Deportivo Italia          | Valencia                 | Roland Langon (Deportivo Galicia, 13 goluri)                                                     |
| 1971  | Valencia                 | 1            | Deportivo Italia          | Tiquire Aragua           | Agostinho Sabara (Tiquire Aragua, 20 goluri)                                                     |
| 1972  | Deportivo Italia         | 4            | Deportivo Galicia         | Anzoátegui               | Francisco Rodriguez (Anzoátegui, 18 goluri)                                                      |
| 1973  | Portuguesa               | 1            | Valencia                  | Estudiantes              | Jose Chiazzaro (Estudiantes, 14 goluri)                                                          |
| 1974  | Deportivo Galicia        | 4            | Portuguesa                | Estudiantes              | Jose Chiazzaro (Estudiantes, 15 goluri) Sergio Hugo Castillo (Anzoátegui Fútbol Club, 15 goluri) |
| 1975  | Portuguesa               | 2            | Estudiantes               | Deportivo Galicia        | Pedro Pascual Peralta (Portuguesa, 20 goluri)                                                    |
| 1976  | Portuguesa               | 3            | Estudiantes               | Deportivo Portugués      | Pedro Pascual Peralta (Portuguesa, 25 goluri)                                                    |
| 1977  | Portuguesa               | 4            | Estudiantes               | Valencia                 | Jairzinho (Portuguesa, 20 goluri) Juan Cesar Silva (Portuguesa, 20 goluri)                       |
| 1978  | Portuguesa               | 5            | Deportivo Galicia         | Estudiantes              | Andrade (ULA Mérida, 23 goluri)                                                                  |
| 1979  | Deportivo Táchira        | 1            | Deportivo Galicia         | Universidad de Los Andes | Omar Ferrari (Deportivo Táchira, 15 goluri)                                                      |
| 1980  | Estudiantes              | 1            | Portuguesa                | Valencia                 | Wilfrido Campos (Portuguesa, 12 goluri)                                                          |
| 1981  | Deportivo Táchira        | 2            | Estudiantes               | Valencia                 | Rafael Angulo (Deportivo Táchira, 14 goluri)                                                     |
| 1982  | Atlético San Cristóbal   | 1            | Deportivo Táchira         | Universidad de Los Andes | German Montero (Estudiantes, 21 goluri)                                                          |
| 1983  | Universidad de Los Andes | 1            | Portuguesa                | Deportivo Italia         | Johnny Castellanos (Atlético Zamora, 13 goluri)                                                  |
| 1984  | Deportivo Táchira        | 3            | Deportivo Italia          | Atlético Zamora          | Sergio Meckler (Atlético Zamora, 15 goluri)                                                      |
| 1985  | Estudiantes              | 2            | Deportivo Táchira         | Nacional Carabobo        | Sergio Meckler (Deportivo Táchira, 17 goluri)                                                    |
| 1986  | Deportivo Táchira        | 4            | Estudiantes               | Marítimo                 | Wilton Arreaza (Caracas, 8 goluri)                                                               |

### Competiție sezonieră (august-mai)
| Sezon   | Campioană                | Nr. trofeului | Vice-campioană         | locul 3                | Golgheter                                                                                       |
| ------- | ------------------------ | ------------- | ---------------------- | ---------------------- | ----------------------------------------------------------------------------------------------- |
| 1986–87 | Marítimo                 | 1             | Unión Atlético Táchira | Estudiantes            | Johnny Castellanos (Portuguesa, 16 goluri)                                                      |
| 1987–88 | Marítimo                 | 2             | Unión Atlético Táchira | Caracas                | Miguel González (Unión Atlético Táchira, 22 goluri)                                             |
| 1988–89 | Mineros                  | 1             | Pepeganga Margarita    | Marítimo               | Johnny Castellanos (Mineros, 24 goluri)                                                         |
| 1989–90 | Marítimo                 | 3             | Unión Atlético Táchira | Minervén               | Herbert Márquez (Marítimo, 19 goluri)                                                           |
| 1990–91 | Universidad de Los Andes | 2             | Marítimo               | Atlético Zamora        | Alexander Bottini (Monagas, 15 goluri)                                                          |
| 1991–92 | Caracas                  | 1             | Minervén               | Marítimo               | Andreas Vogler (Caracas, 25 goluri)                                                             |
| 1992–93 | Marítimo                 | 4             | Minervén               | Caracas                | Herbert Márquez (Marítimo, 21 goluri)                                                           |
| 1993–94 | Caracas                  | 2             | Trujillanos            | Minervén               | Rodrigo Soto (Trujillanos, 20 goluri)                                                           |
| 1994–95 | Caracas                  | 3             | Minervén               | Trujillanos            | Rogeiro da Silva (Mineros, 30 goluri)                                                           |
| 1995–96 | Minervén                 | 1             | Mineros                | Caracas                | Jose Luis Dolgetta (Caracas, 24 goluri)                                                         |
| 1996–97 | Caracas                  | 4             | Atlético Zulia         | Unión Atlético Táchira | Rafael Castellín (Caracas, 19 goluri)                                                           |
| 1997–98 | Atlético Zulia           | 1             | Estudiantes            | Deportivo Chacao       | Jose Luis Dolgetta (Estudiantes/Carabobo, 22 goluri)                                            |
| 1998–99 | Deportivo Italchacao     | 5             | Unión Atlético Táchira | Estudiantes            | Gustavo Fonseca (Internacional Lara, 24 goluri)                                                 |
| 1999–00 | Deportivo Táchira        | 5             | Deportivo Italchacao   | Estudiantes            | Juan Enrique García (Caracas, 24 goluri)                                                        |
| 2000–01 | Caracas                  | 5             | Trujillanos            | Deportivo Italchacao   | Martín Brignani (Estudiantes, 12 goluri)                                                        |
| 2001–02 | Nacional Táchira         | 1             | Estudiantes            | Monagas                | Juan Enrique García (Nacional Táchira, 34 goluri)                                               |
| 2002–03 | Caracas                  | 6             | Maracaibo              | Deportivo Italchacao   | Juan Enrique García (Monagas/Mineros, 19 goluri)                                                |
| 2003–04 | Caracas                  | 7             | Deportivo Táchira      | Mineros                | Juan Enrique García (Mineros, 18 goluri)                                                        |
| 2004–05 | Maracaibo                | 1             | Caracas                | Deportivo Táchira      | Daniel Delfino (Carabobo, 19 goluri)                                                            |
| 2005–06 | Caracas                  | 8             | Maracaibo              | Deportivo Táchira      | Juan Enrique García (Deportivo Táchira, 21 goluri)                                              |
| 2006–07 | Caracas                  | 9             | Maracaibo              | Mineros                | Robinson Rentería (Trujillanos, 19 goluri)                                                      |
| 2007–08 | Deportivo Táchira        | 6             | Caracas                | Deportivo Anzoátegui   | Alexander Rondon (Deportivo Anzoátegui, 19 goluri)                                              |
| 2008–09 | Caracas                  | 10            | Deportivo Italia       | Deportivo Táchira      | Daniel Arismendi (Maracaibo/Deportivo Táchira, 17 goluri) Heatklif Castillo (Aragua, 17 goluri) |
| 2009–10 | Caracas                  | 11            | Deportivo Táchira      | Deportivo Italia       | Norman Cabrera (Atlético El Vigía, 20 goluri)                                                   |
| 2010–11 | Deportivo Táchira        | 7             | Zamora                 | Caracas                | Daniel Arismendi (Deportivo Anzoátegui, 20 goluri)                                              |
| 2011–12 | Deportivo Lara           | 1             | Caracas                | Deportivo Anzoátegui   | Rafael Castellín (Deportivo Lara, 21 goluri)                                                    |
| 2012–13 | Zamora                   | 1             | Deportivo Anzoátegui   | Caracas                | Gabriel Torres (Zamora, 19 goluri)                                                              |
| 2013–14 | Zamora                   | 2             | Mineros                | Deportivo Táchira      | Juan Falcon (Zamora, 19 goluri)                                                                 |

## Titluri după club
| Echipa                   | Campioană | Vice-campioană | Anii câștigători                                                                                  |
| ------------------------ | --------- | -------------- | ------------------------------------------------------------------------------------------------- |
| Caracas                  | 11        | 3              | 1991–92, 1993–94, 1994–95, 1996–97, 2000–01, 2002–03, 2003–04, 2005–06, 2006–07, 2008–09, 2009–10 |
| Deportivo Táchira        | 7         | 8              | 1979, 1981, 1984, 1986, 1999–00, 2007–08, 2010–11                                                 |
| Deportivo Italia         | 5         | 8              | 1961, 1963, 1966, 1972, 1998–99                                                                   |
| Portuguesa               | 5         | 3              | 1973, 1975, 1976, 1977, 1978                                                                      |
| Deportivo Galicia        | 4         | 5              | 1964, 1969, 1970, 1974                                                                            |
| Deportivo Portugués      | 4         | 2              | 1958, 1960, 1962, 1967                                                                            |
| Marítimo                 | 4         | 1              | 1986–87, 1987–88, 1989–90, 1992–93                                                                |
| Estudiantes              | 2         | 6              | 1980, 1985                                                                                        |
| Universidad de Los Andes | 2         | 0              | 1983, 1990–91                                                                                     |
| Zamora                   | 2         | 1              | 2012–13, 2013–14                                                                                  |
| Maracaibo                | 1         | 3              | 2004–05                                                                                           |
| Minervén                 | 1         | 3              | 1995–96                                                                                           |
| Mineros                  | 1         | 2              | 1988–89                                                                                           |
| Deportivo Español        | 1         | 2              | 1959                                                                                              |
| Valencia                 | 1         | 2              | 1971                                                                                              |
| Atlético Zulia           | 1         | 1              | 1997–98                                                                                           |
| Universidad Central      | 1         | 1              | 1957                                                                                              |
| Atlético San Cristóbal   | 1         | 0              | 1982                                                                                              |
| Deportivo Lara           | 1         | 0              | 2011–12                                                                                           |
| Lara                     | 1         | 0              | 1965                                                                                              |
| Nacional Táchira         | 1         | 0              | 2001–02                                                                                           |
| Unión Deportiva Canarias | 1         | 0              | 1968                                                                                              |